# غريغ ماركس
غريغ ماركس (بالإنجليزية: Greg Marx)‏ هو لاعب كرة قدم أمريكية أمريكي، ولد في 18 يوليو 1950 في ديترويت في الولايات المتحدة، وتوفي في 5 أكتوبر 2018.

## وصلات خارجية
- غريغ ماركس على موقع مرجع كرة القدم المحترفة.كوم (الإنجليزية)
- غريغ ماركس على موقع JustSportsStats.com (الإنجليزية)